# 歐洲聯盟軍
歐盟軍（英語：European Union Force，縮寫：EUFOR），是歐盟基於《共同安全與防務政策》下部署的戰鬥部隊之統稱。歐盟軍受歐盟聯合軍事參謀部（European Union Military Staff，EUMS）的指揮，編制有歐洲軍團、歐盟國家憲兵、歐盟海上部隊、歐盟戰鬥群等。歐盟軍至今已執行過四次任務：2003年3月至2003年12月，在馬其頓共和國的歐盟軍協和行動；2004年在波斯尼亚和黑塞哥维那的歐盟軍阿爾泰亞行動；2006年在剛果民主共和國的歐盟軍民主剛果行動，以及2007年在乍得與中非共和國的歐盟軍查德/中非行動。

## 監督行動

### 已完成

#### 歐盟軍協和行動
歐盟軍協和行動（EUFOR Concordia，或譯為康考迪亞行動），是部署在馬其頓共和國，負責維和任務的部隊，以確保《奧赫里德協定》（Ohrid Agreement）的實施。

#### 歐盟軍阿爾泰亞行動
歐盟軍阿爾泰亞行動（EUFOR Althea，名稱取自希臘神話中為兒子熄火的阿爾泰亞），是指歐盟依據《岱頓協定》，軍事部署在波斯尼亚和黑塞哥维那的監督行動。其前身為北約的穩定部隊（Stabilization Force）與執行部隊（Implementation Force），不過其轉變主要在於指揮官的不同，以及由北約到歐盟間的差異，實際上仍有80%的原部隊留在當地。 此一由北約改為歐盟主導的行動，自2004年12月2日起實施。

#### 歐盟軍民主剛果行動
歐盟軍民主剛果行動，是一個於2006年間，部署在剛果民主共和國的的短期行動。2006年4月25日，聯合國安理會通過了《第1671号决议》，授權歐盟可以於2006年民主剛果大選期間，部署一支部隊至當地，以支援联合国组织刚果民主共和国稳定特派团 (MONUC)的工作。此一行動由7月30日開始實施。

#### 歐盟軍查德/中非行動
歐盟軍查德/中非行動（EUFOR Tchad/RCA，RCA是中非共和國的法語縮寫）是一次隸屬於在中非共和國與查德的联合国中非共和国和乍得特派团框架下的行動。此特派團根據《联合国安理会1778号决议》而成立，行動自2007年下半年開始實施。

### 進行中

#### 歐盟軍中非行動
歐盟軍中非行動是歐盟軍正在中非共和國進行中的監督行動。